# La Houssoye
La Houssoye település Franciaországban, Oise megyében. Lakosainak száma 605 fő (2022. január 1.). La Houssoye Beaumont-les-Nonains, Jouy-sous-Thelle, Labosse, Porcheux, Le Vauroux, Les Hauts-Talican és Auneuil községekkel határos.

## Népesség
A település népességének változása:
| Lakosok száma | 603  | 609  | 623  | 612  | 610  | 608  | 607  | 601  | 605  |
|               | 2013 | 2015 | 2016 | 2017 | 2018 | 2019 | 2020 | 2021 | 2022 |